# Traitor Spy
Traitor Spy é um filme de espionagem e suspense britânico de 1939, dirigido por Walter Summers e estrelado por Bruce Cabot, Marta Labarr, Tamara Desni e Edward Lexy.

## Elenco
- Bruce Cabot - Ted Healey
- Marta Labarr - Freyda Healey
- Tamara Desni - Marie Dufreyene
- Romilly Lunge - Beverley Blake
- Edward Lexy - Inspetor Barnard
- Cyril Smith - Sargento Trotter
- Percy Walsh - Lemnel
- Eve Lynd - Florrie McGowan
- Alexander Field - Yorky Meane
- Hilary Pritchard - Toni Vencini
- Davina Craig - Mabel
- Vincent Holman - Hawker
- Anthony Shaw - Comandante Anderson
- Peter Gawthorne - Comissionário
- Bernard Jukes - Hubert Kessler
- Frederick Valk - Embaixador alemão